# Acqualagna
Acqualagna este o comună din provincia Pesaro e Urbino, regiunea Marche, Italia, cu o populație de 4.496 de locuitori.

## Demografie
Acqualagna - evoluția demografică

|  | Graficele sunt indisponibile din cauza unor probleme tehnice. Mai multe informații se găsesc la Phabricator și la wiki-ul MediaWiki. |

Date: Recensăminte sau birourile de statistică - grafică realizată de Wikipedia